# Eidsvoll
Eidsvollⓘ là một đô thị ở hạt Akershus, Na Uy.
Eidsvoll đã được thành lập thành một đô thị ngày 1 tháng 1 năm 1838 (xem formannskapsdistrikt). Đô thị Feiring đã được sáp nhập với Eidsvoll ngày 1/1/1964.
Đây là một trung tâm nông-lâm nghiệp